# Natalija Korołewśka
Natalija Jurijiwna Korołewśka, ukr. Наталія Юріївна Королевська (ur. 18 maja 1975 w Krasnyj Łuczu w obwodzie ługańskim) – ukraińska polityk, z wykształcenia ekonomistka, z zawodu menedżer. W latach 2012–2014 minister.

## Życiorys
W latach 2002–2006 zasiadała w ługańskiej radzie obwodowej. Pracowała na kierowniczych stanowiskach w prywatnych przedsiębiorstwach. W 2006 z listy Bloku Julii Tymoszenko uzyskała mandat deputowanego do Rady Najwyższej V kadencji, w której była sekretarzem parlamentarnego komitetu ds. polityki gospodarczej. W przedterminowych wyborach w 2007 ponownie została wybrana posłanką z listy BJuT. W 2011 stanęła na czele Ukraińskiej Partii Socjaldemokratycznej, którą przemianowała na ugrupowanie Ukraina – Naprzód!, odchodząc z Bloku Julii Tymoszenko. Jej nowe ugrupowanie nie przekroczyło wyborczego progu.
24 grudnia 2012 objęła stanowisko ministra polityki społecznej w rządzie Mykoły Azarowa. Pełniła tę funkcję do lutego 2014. W tym samym roku znalazła się wśród organizatorów Bloku Opozycyjnego, uzyskując z jego listy mandat posłanki VIII kadencji. Do parlamentu wybrana została także w 2019 z ramienia formacji Opozycyjna Platforma – Za Życie. W trakcie kadencji złożyła oświadczenie o rezygnacji z zasiadania w parlamencie, w 2023 Rada Najwyższa podjęła uchwałę o pozbawieniu jej mandatu poselskiego.